# Clase POC
La Clase POC (Anteriormente llamada OPV-93C) es una nueva serie de patrulleros oceánicos marítimos que se construirán para la Armada de la República de Colombia para el control de la zona económica exclusiva (ZEE), el buque podrá desarrollar operaciones de tipo primario como disuasión estratégica, operaciones de paz, ayuda humanitaria, asistencia de desastres naturales, etc. Será el sucesor de la Clase OPV-80.

## Características
Tiene un desplazamiento de 2665 toneladas, 93 metros de eslora (largo), 14 metros de manga (ancho) y 4,1 metros de calado (profundidad), un alcance operativo de hasta 10.000 millas náuticas una autonomía de 30 a 40 días y cuenta con una tripulación de 64 personas (+36).

## Armamento
Contará como arma principal una pieza del tipo Oto Melara (Leonardo) 76/62 Compact Naval Gun Mount con casamata Stealth, además de una estación remota de armas (RWS) ubicada sobre el hangar, con un cañón Orbital ATK M242 Bushmaster de 25 milímetros, así como de otras dos RWS a babor y estribor con ametralladoras Browning M-2HQC de 12,7 milímetros, siendo todas estas armas integradas y operadas por el sistema naval de dirección de tiro y combate ARC-Daret-Barracuda.
Adicionalmente, contará en la estructura del puente con dos afustes para Ametralladoras M-60E4 de 7,62 × 51 mm  y en la parte posterior - inferior del mismo tendrá un espacio en donde, finalmente, podría disponerse de uno o dos lanzadores dobles para misiles antibuque (SSM).

## Operaciones
- Disuasión estratégica
- Operaciones de paz
- Ayuda humanitaria
- Asistencia en desastres naturales
- Reconocimiento y vigilancia
- Apoyo en la recolección de información en inteligencia
- Control y protección ambiental
- Apoyo al desarrollo de operaciones terrestres
- Transporte de tropas y equipos
- Presencia en el mar territorial y control de fronteras
- Interdicción marítima
- Control de contrabando
- Control de tráfico de drogas
- Control de trata de personas y especies
- Prevención y combate antiterrorista
- Prevención y neutralización de la piratería
- Prevención y detección de la migración ilegal
- control y protección del tráfico marítimo y de las líneas de comunicación marítima
- Búsqueda y rescate

## Futuros usuarios
Colombia: País productor, será usado por la Armada de Colombia